# Фененко Микола Хомич
Фененко Микола Хомич (03.07.1836 — 12.04.1877) — доктор медицини, статський радник, симбірський лікар,  організатор системи охорони здоров'я в Симбірській губернії.
Православний. З дворянського роду Фененків. Народився в м.Орлі в родині титулярного радника Хоми Олександровича Фененка, який працював тоді столоначальником у правлінні Орловського державного позикового банку, потім помічником управителя Орловської удільної контори, та його дружини Варвари Олександрівни.  Рідний брат сенатора Фененка Володимира Хомича.
У 1853 році закінчив Новгород-Сіверську чоловічу гімназію зі срібною медаллю.
Лікарську освіту отримав у Київському Університеті святого Володимира, де у 1863 році закінчив курс на медичному факультеті. Під час навчання (1859р.) працював військовим лікарем-прозектором у Київському військовому госпіталі. Після закінчення Університету три роки працював лікарем, асистентом на кафедрі анатомії та судової медицини. У 1866 році захистив докторську дисертацію на тему: «Про залозисту речовину селезінки». У цьому ж році Медичним Департаментом був направлений на роботу на посаді старшого лікаря Симбірської губернської земської лікарні.
Молодому доктору довелося включитися разом з іншими лікарями Симбірська і повітових міст у справу проведення реформи з медичного обслуговування у зв'язку з введення земства. Засновник і перший директор Симбірської фельдшерської школи, який стояв біля витоків санітарної служби в Симбірській губернії. Старший лікар земської Олександрівської лікарні та богадільні.
Чимало праці докладено ним по відкриттю  у серпні 1869 року при лікарні Симбірської фельдшерської школи, де він поклав на себе обов'язки її директора. Там же він викладав патологію та терапію.
Не могли не хвилювати доктора Фененка питання значної захворюваності на інфекційні хвороби у ті часи. Перед земською губернською управою він наполегливо ставив питання про організацію в губернії самостійної санітарної служби. Він так аргументував свої принципи: «Лікарні повинні лікувати хворих, а на санітарну службу повинна бути покладена турбота про здорових, оберігати їх від захворювань». Так він закликав гласних, присутніх на черговому земському зібранні, ще у 1873 році. Але, на жаль, треба відмітити, що санітарна служба була відкрита тут лише у 1890 році, коли Фененка вже не було серед живих. Але пріоритет організації санітарної служби у Симбірську належить саме доктору М.Х.Фененку.
Доктор Фененко був активним учасником Товариства лікарів, брав участь у першому з'їзді земських лікарів Симбірської губернії, провадив активну роботу з організації в губернії Червоного Хреста у 1874 році.
Рідко коли епідемія в ті роки обходилася без зараження і навіть загибелі лікарів. Доктор Фененко помер у віці 40 років від висипного тифу в 1877 році.  
Похований у м.Симбірську на цвинтарі Покровського чоловічого монастиря.